# Parthena Nikolaidou
Parthena Nikolaidou  (griechisch Παρθένα Νικολαίδου; * 14. Juli 1979 in Kastoria, Griechenland) ist eine griechische Basketballspielerin und spielt bei einer Körpergröße von 1,91 m auf der Position des Center.

## Karriere
Parthena Nikolaidou begann ihre Basketballkarriere 1993 beim griechischen Amateurverein AOK Goumenissas, wo sie für vier Saisons spielte. 1997 wechselte sie zum griechischen Traditionsverein Panathinaikos Athen, bei dem sie bis heute unter Vertrag steht. Mit Panathinaikos gewann Nikolaidou drei griechische Meisterschaften sowie einmal den Pokal. Ab 2004 war Nikolaidou Spielführerin ihrer Mannschaft. Von 2010 bis 2012 spielte sie für F.E.A. Nea Filadelfias. Seit 2013 war sie bei AES Ellinikou als Spielerin tätig.
Neben ihrer Karriere bei Panathinaikos ist Nikolaidou Mitglied der griechischen Damen-Nationalmannschaft und nahm mit dieser an mehreren internationalen Wettbewerben teil.

## Erfolge
- Griechischer Meister: 1998, 2000, 2005
- Griechischer Pokalsieger: 2000

| Personendaten    | Personendaten                   |
| ---------------- | ------------------------------- |
| NAME             | Nikolaidou, Parthena            |
| KURZBESCHREIBUNG | griechische Basketballspielerin |
| GEBURTSDATUM     | 14. Juli 1979                   |
| GEBURTSORT       | Kastoria, Griechenland          |